# Emile van Bosch
Emile van Bosch (Boom, 10 januari 1888 – Amsterdam, 24 januari 1940) was een Belgische acteur, opera- en operettezanger. In Nederland werd hij bij een groot publiek bekend door zijn optredens in operettes.

## Biografie
Van Bosch kreeg les op het conservatorium van achtereenvolgens Antwerpen en Gent waarna hij enige jaren in België optrad in concerten en oratoria. Het uitbreken van de Eerste Wereldoorlog in 1914 leidde ertoe, dat hij uitweek naar Nederland. Daar debuteerde hij 14 december 1914 in de Hollandsche Schouwburg in Amsterdam in de opera "Miss Helyett" (Edmond Audran) door de N.V. Nederlandsche Opera en Operette.
In Nederland doorliep Van Bosch vervolgens een succesvolle carrière als opera- maar vooral operettezanger, waardoor hij geliefd was bij het grote publiek. Hij was in de jaren 1914 tot 1926 aan diverse operagezelschappen verbonden, zoals de N.V. Het Lyrisch Tooneel onder leiding van. A.H. van den Berg en Louis Morrison, de Nederlandsche Opera onder leiding van Désiré Pauwels, en de N.V. Nationale Opera onder leiding van Karel van Bijlevelt, Jan Heijthekker en Gerhardus Hendricus Koopman. Glansrollen waren Valentijn in Faust, Alfio in Cavalleria rusticana, Tonio in Paljas, Baron Scarpia in Tosca, en Escamillo in Carmen.
Als operettezanger bij Die Haghezangers, een populair gezelschap onder leiding van Louis Bouwmeester jr., boekte hij zijn grootste successen in onder meer de operettes De dochter van de tamboer-majoor, Rip-Rip, Als ik koning was, Harten en diamanten, De vogelkoopman en De koningin van Montmartre.
In 1933 kreeg hij een engagement aangeboden voor een reeks voorstellingen bij de Scala in Antwerpen, maar na afloop daarvan keerde hij toch weer naar Nederland terug.
In de jaren 30 werd het voor Van Bosch door de crisis moeilijker om werk te vinden en nam hij ook engagementen bij revues aan. Gedurende de laatste maanden van zijn leven trad hij op in voorstellingen van Henvo voor de gemobiliseerden, georganiseerd door Ontwikkeling en Ontspanning (O & O). Thuisgekomen na afloop van een optreden, overleed hij 24 januari 1940 ’s nachts aan de gevolgen van een beroerte. Hij werd 52 jaar oud.
De stem van ‘Miel’, zoals hij door zijn vrienden genoemd werd, is vastgelegd op een groot aantal grammofoonplaten.

## Films
- 1936 Klokslag twaalf
- 1937 De man zonder hart

## Discografie (selectie)
- O wijn verwijder de droefheid (O vin, dissipe la tristesse), Drinklied uit Hamlet, His Master's Voice, 1919
- Geen lenteloover ruischt zoo zoet, His Master's Voice, 1919
- Plaats het fatotum van de stad, uit: De Barbier van Sevilla, His Master's Voice C4812, 04-08-1919
- O haar schoonheid streelt mijn zinnen, uit: De Troubadour, His Master's Voice C4812, 14-06-1919
- Het kan? Het mag? (Si puó?), Proloog van Paljas uit Paljas, Odeon, 1921
- Ja, 't zijt gij (Eri tu che macchiavi), Cavatine in Het gemaskerd bal, Odeon, 1921
- 'k Houd van een lui leven; Entrée couplet uit Rip-Rip, Odeon, 1921
- Uwen dronk; Toreadorlied uit Carmen, Homocord, 1922
- Ik wil jou alleen..., uit De koningin van Montmartre, Homocord, 1922
- Toen g'uw leven en uw jeugd (Di provenza il mar), uit La traviata, Homocord, 1922
- Bedenk toch dat in deez' dreven (Qui del padre ancor respira), uit Lucie van Lammermoor, Homocord, 1922
- O, haar schoonheid / Hoe langzaam kruipen d'uren (Il balen del suo sorriso / Per me ora fatale); Aria Graaf Luna uit De Troubadour, Homocord, 1922
- Koningsdochter (Fille des rois), Aria Nélusco uit De Afrikaansche, Homocord, 1922
- Plaats! Het factotum van de stad, maak plaats!, Figaro aria uit De barbier van Sevilla, Homocord, 1922
- Hovelingen, vuig gebroed, geef mij mijn dochter weder (Cortigiani, vil razza dannata), uit Rigoletto, Homocord, 1922
- Serenade, Tosti, Homocord 50745, 02-12-1922
- Twee keerlen, R.Benoit, Homocord 50744, 02-12-1922
- Gevloden, gevloden! (Alerte, alerte!), uit Faust, Homocord, 1923
- Gij zult zien uw geurige wouden, Duo uit Aïda, Homocord, 1923
- Ja, het water zal u verfrisschen, Duo uit Thaïs, Homocord, 1923
- Als ik een koning was, uit: Si jétais roi Homocord 51597, 30-10-1924
- Ik reisde drie maal rond de aarde, uit: De klokken van Corneville, Homcord 51695, 30-10-1924
- Gooi los; uit De Jantjes, Homocord, 1924
- Californiëlied uit Hallo Californië, Artiphon, 1927
- Liefste der vrouwen, uit Hallo Californië, Artiphon, 1927
- Zwerverslied, uit: De zwerver (Margie Morris), Odeon AA 58164, 1927
- Entreelied uit: De vogelkoopman, (Zeller), Odeon AA 58163, 1927
- HEMA's lofliedje, Decca, 1938